# Spitakavor

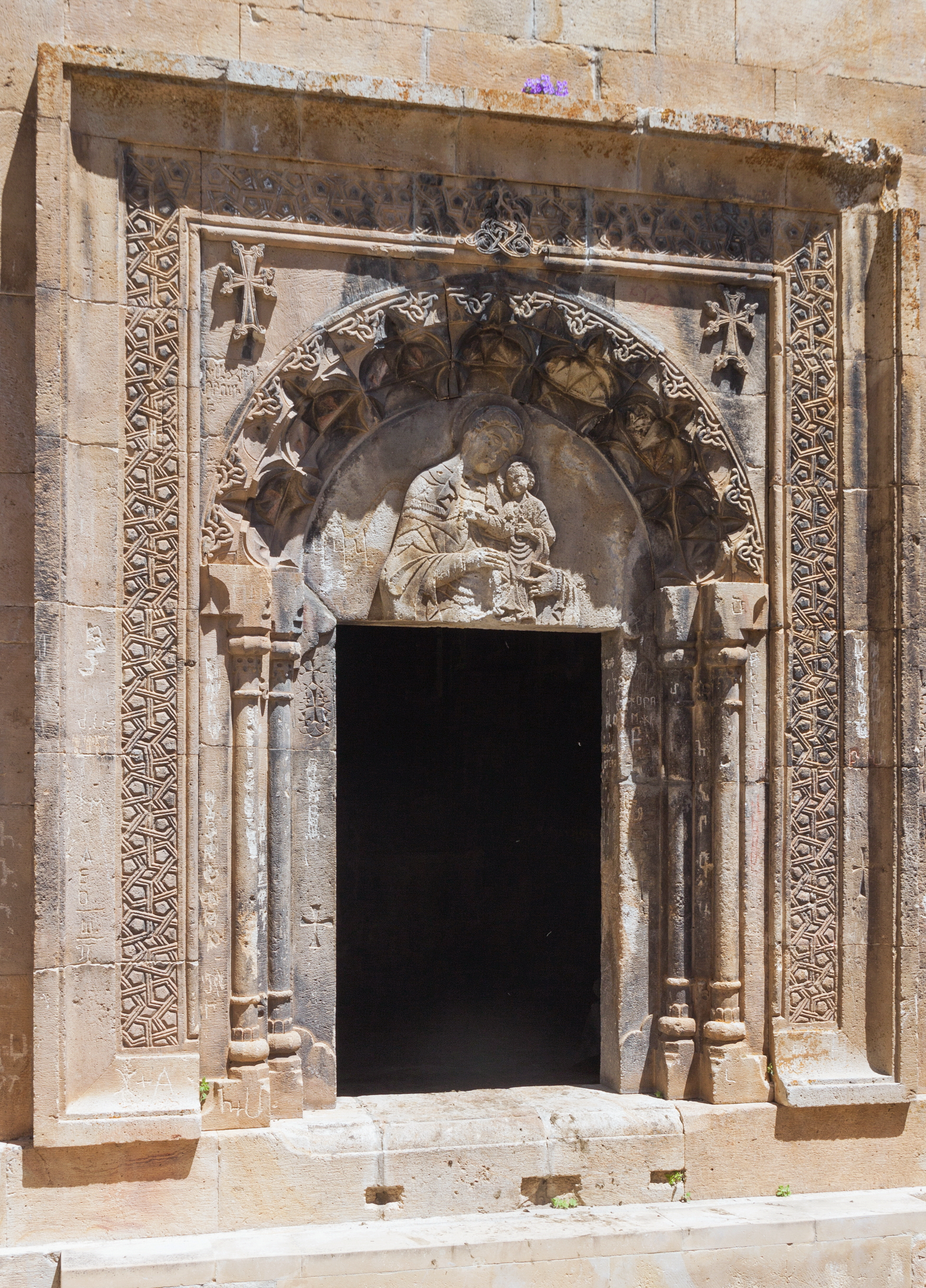
Portal

Spitakavor ou Spitakawor (arménien : Սպիտակավոր) est un monastère arménien, plus précisément un ermitage, situé dans le marz de Vayots Dzor, à proximité de la localité de Vernashen, en Arménie.
Datant du XIVe siècle, il se compose principalement de l'église Sourp Astvatsatsin (« Sainte-Mère-de-Dieu »), au décor sculpté, et d'un clocher, reliés par une cour rectangulaire (peut-être un ancien gavit). Il a été rénové dans les années 1970.
Les restes du révolutionnaire Garéguine Njdeh y ont secrètement été enterrés en 1983.

## Situation géographique
Pour des articles plus généraux, voir Vayots Dzor et Syunik.
Spitakavor est situé dans le marz de Vayots Dzor, à 7 km au nord de Vernashen ; il est perché à une altitude de 2 500 m, sur le flanc nord du mont Teksar.
Historiquement, l'ermitage se dresse sur les terres du canton de Vayots Dzor dans la province de Siounie, une des quinze provinces de l'Arménie historique selon le géographe du VIIe siècle Anania de Shirak.

## Histoire
Pour un article plus général, voir Arménie zakaride.
Spitakavor remonte au XIVe siècle et est l'œuvre de deux princes Prochian : l'église est commanditée par Eatsi et achevée par son fils Amir-Hasan II en 1321 ; situé sur les terres de ces princes, il en reçoit des donations. L'ermitage est dédié à la « Vierge blanche » (Spitakavor Astvatsatsin), soit qu'il contenait une image de la Vierge au voile blanc, soit en raison de ses pierres blanches. Son école supérieure s'illustre au XVe siècle, après le déclin de l'université de Gladzor.
Abandonné, le site est restauré à l'époque soviétique, en 1971-1972. Les restes du révolutionnaire Garéguine Njdeh y sont secrètement enterrés en 1983.

## Bâtiments
Pour un article plus général, voir Architecture arménienne.
Les bâtiments principaux sont l'église Sourp Astvatsatsin (« Sainte-Mère-de-Dieu ») et un clocher, reliés par une cour rectangulaire (peut-être un ancien gavit) ; l'ermitage était également doté de murailles, aujourd'hui en ruine. Il abrite en outre un cimetière.

### Sourp Astvatsatsin
L'église Sourp Astvatsatsin est une nef cruciforme à coupole, particulièrement élancée, surmontée d'un haut tambour cylindrique à la coiffe conique récemment restaurée ; son décor sculpté se compose de reliefs figurés. À l'intérieur, on distingue le bem dont le côté était ornée d'une deisis en panneaux de felsite blanche représentant le Christ, la Vierge, saint Jean Baptiste, saint Pierre et saint Paul ; seuls les trois premiers ont survécu et sont préservés au Musée d'histoire de l'Arménie à Erevan. L'abside est également décorée de sculptures : son cul de four est orné d'un buste du Christ, alors que la clef de voûte représente la création d'Adam (d'une certaine ressemblance avec celle reproduite sur le tympan supérieur du gavit de Sourp Karapet de Noravank) entourée des Vivants sur les voussoirs.
À l'extérieur, l'entrée occidentale est surmontée d'un tympan représentant une Vierge à l'Enfant, une hodigitria de style byzantin ; les façades méridionale et orientale sont décorées de croix sculptées. Les façades septentrionale et méridionale portent des représentations des donateurs : sur la première, Eatsi initie Amir-Hasan à la chasse, tandis que sur la première, Amir-Hasan, à cheval, est représenté en train de viser un gibier au moyen d'un arc et d'une flèche, dans un style proche des représentations iraniennes et seldjoukides du XIIIe siècle ; ces deux scènes ont été découpées et sont préservées respectivement au Musée de l'Ermitage de Saint-Pétersbourg et au Musée d'histoire de l'Arménie à Erevan.
Tant l'église que les sculptures sont parfois attribuées à Momik, mais il semble qu'elles relèvent plutôt de son école.

### Le clocher et la cour
Le clocher est un clocher à vocation funéraire. Érigé en 1330 pour un certain Hovhannès et sa femme Tats, il compte deux étages ; le second est percé d'une niche voûtée surmontée d'une arcade et d'un toit à bâtière.
La cour reliant le côté occidental de l'église au clocher est rectangulaire et a été construite entre 1321 et 1330 ; il s'agit peut-être d'un ancien gavit. Elle est ornée de niches et d'arcades.